# Varniai
Varniai est une ville de Lituanie située dans l'apskritis de Telšiai.

## Démographie
Sa population en 2011 était de 1 140 habitants.

## Personnalités
- Boris Schatz